# Dieter Krassnig
Dieter Krassnig (* 3. August 1973 in Klagenfurt) ist ein ehemaliger österreichischer Snowboardprofi.

## Werdegang
Krassnig errang seinen ersten Weltcupsieg 1994 in Lienz innerhalb der ISF. 1996 wurde er ISF-Gesamtsieger. 1997 errang er bei der ISF-WM in Heavenly Valley Silber in den Disziplinen Riesenslalom und Parallelslalom.
1998 errang er bei den Olympischen Spielen in Nagano den vierten Platz im Riesentorlauf. Da die Disqualifikation des Siegers Ross Rebagliati im Raum stand, war ihm die Bronzemedaille zum Greifen nahe.
Nach einer Verletzungspause 1999 wechselte er zum ÖSV bzw. zur FIS, wo er 2000 Fünfter der Gesamtwertung wurde. An den Olympischen Winterspielen 2002 in Salt Lake City sowie an der Snowboard-Weltmeisterschaft 2003 auf dem Kreischberg nahm er mit wenig Erfolg teil. 2004 errang er jedoch den zweiten Platz in der FIS-Gesamtwertung.
Nach einem guten Saisonauftakt 2005 machte ein Sturz in Lake Placid eine neuerliche Verletzungspause erforderlich. Bei den Olympischen Winterspielen 2006 in Turin erreichte er das Halbfinale im Boardercross, was den achten Endrang bedeutete.
In Summe feierte er unter der Patronanz der FIS vier Einzelsiege (1997–2000, jeweils im Riesenslalom), erreichte sechs 2. und sieben 3. Plätze und zusätzlich weitere 46 Top-Ten-Platzierungen.
2008 erklärte er seinen Rückzug aus dem Profisport. Er wollte sich einer Coachingfirma widmen.